# Golden Delicious

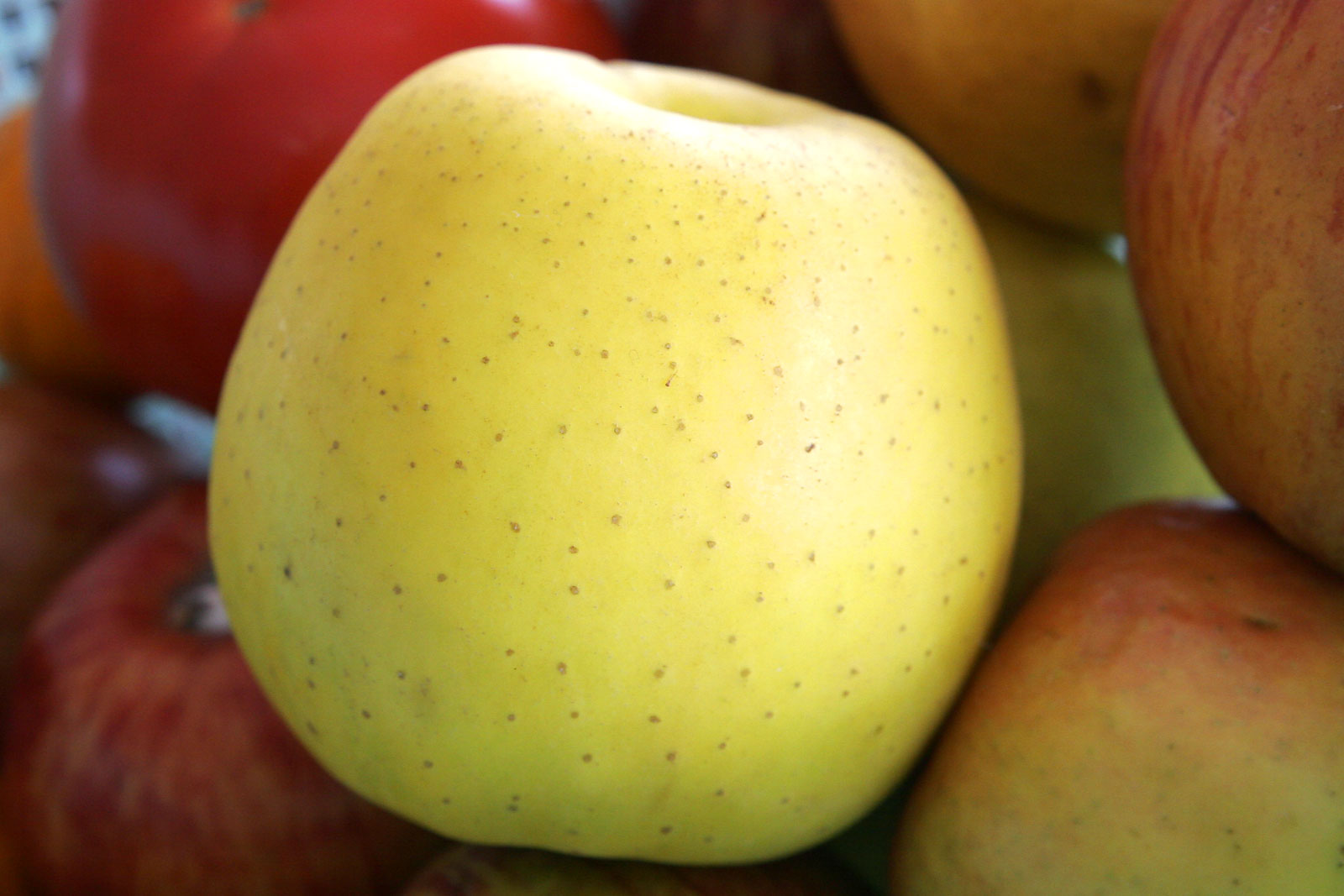
Una mela Golden Delicious

Golden Delicious è una cultivar (varietà) di mela scoperta negli Stati Uniti d'America nel 1891 e successivamente diffusa.

## Caratteristiche
Questa varietà di mela ha forma tondeggiante, buccia colore giallo/oro, polpa croccante e succosa, sapore leggermente acidulo ed è ricca di fruttosio.

## Diffusione
Coltivata in tutto il mondo, in Europa solitamente raggiunge la maturazione nei mesi di settembre - ottobre. In Italia è una delle varietà più coltivate; specialmente nell'arco alpino, ossia in Valle d'Aosta, Val di Non, Val Venosta e Valtellina.